# Сержипи
Сержи́пи (порт. Sergipe) — штат на востоке Бразилии. Относится к Северо-восточному региону. Граничит со штатами Баия на западе и юге, Алагоас на севере; восток штата омывает Атлантический океан.
Административный центр — город Аракажу.
Сержипи — самый маленький штат Бразилии и занимает всего 0,26 % территории страны.

## География
Как и в большинстве штатов на северо-востоке Бразилии, территория Сержипи почти полностью занята саваннами (каатинга). На побережье океана расположены мангровые заросли, болота и песчаные пляжи.

## История
Первым поселением португальских колонистов на территории Сержипи (название штата в переводе с языка тупи означает «крабовая река») стал Сан-Кристован. Этот город долгое время являлся столицей штата.
Как и многие северо-восточные штаты Бразилии, Сержипи много раз подвергался нападениям голландцев. В 1641 году им удалось захватить территорию штата, и в течение четырёх лет он находился под управлением так называемой Новой Голландии. В 1645 году португальцы изгнали голландцев и восстановили контроль над штатом.
В 1855 году административный центр Сержипи был перенесён в город Аракажу.
В 1930-е годы Сержипи был печально известен преступными группировками, которые терроризировали штат на протяжении почти десяти лет.

## Демография
Согласно сведениям, собранным в ходе переписи 2010 г. Национальным институтом географии и статистики (IBGE), население штата составляет:
| Полное население                       | Полное население                       | Полное население                       | Полное население                       | 2 068 017 |
| -------------------------------------- | -------------------------------------- | -------------------------------------- | -------------------------------------- | --------- |
| в том числе:                           | Городское население                    | 1 520 366                              | Процент городского населения, %        | 73,52     |
|                                        | Сельское население                     | 547 651                                | Процент сельского населения, %         | 26,48     |
|                                        | Мужское население                      | 1 005 041                              | Процент мужского населения, %          | 48,60     |
|                                        | Женское население                      | 1 062 976                              | Процент женского населения, %          | 51,40     |
| Плотность населения, чел/км²           | Плотность населения, чел/км²           | Плотность населения, чел/км²           | Плотность населения, чел/км²           | 94,35     |
| Население штата в % к населению страны | Население штата в % к населению страны | Население штата в % к населению страны | Население штата в % к населению страны | 1,08      |

## Административное устройство
Административно штат разделён на 3 мезорегиона и 13 микрорегионов. В штате — 75 муниципалитетов.

## Экономика
В экономике Сержипи преобладают отрасли аграрного сектора. В штате выращивают такие культуры, как сахарный тростник, хлопчатник, рис, агава, табак, маниок. В засушливых районах развито мясное животноводство. На нефтяной платформе «Пиранема», расположенной на шельфе, ведётся добыча нефти и газа.

## Образование
Федеральный Университет Сержипи